# سرزم
سَرَزم (به تاجیکی: Саразм) جماعت و شهرکی در شمال غربی تاجیکستان است که در ناحیهٔ پنجکنت ولایت سغد قرار دارد. نام این شهر از واژهٔ فارسی سرزمین گرفته شده‌است و دارای پیشینهٔ حدوداً ۳۴۰۰ – ۲۰۰۰ پیش از میلاد است.

## محوطه باستانی سرزم
این منطقه را قدیمیترین محوطه باستان‌شناسی آسیای میانه می‌توان نامید که نخستین اکتشافات در آن، در سال ۱۹۷۴ (میلادی) رخ داد که این مکاشفات، تا امروز و توسط باستان‌شناسان روسی، فرانسوی و آمریکایی، پیگیری شده‌است. بر اساس برآورد باستان‌شناسان، این ناحیه تاریخی، ۱۳۰ هکتار وسعت دارد و قدمت آن مربوط به ۵۵۰۰ سال پیش است. اشیاء باستانی بدست‌آمده از این محوطه باستانی، در موزه شهر پنجکنت و موزه ملی تاجیکستان نگهداری می‌شوند.
این شهرک در سال ۲۰۱۰ در فهرست آثار میراث جهانی یونسکو ثبت شد.